# Табага (городской округ Якутск)
Табага́ (якут. Табаҕа) — село (до 2004 года — посёлок городского типа) на территории городского округа «Город Якутск», Республика Саха (Якутия). Численность населения — 2006 чел. (2021).

## История
Табага делится на "новую" и "старую" 
Сначало появилась старая табага. Тогда она называлась "Табога". Туда ссылали казаков ещё при империи. Точных дат нет. Позже Табага была частью почтовой линии. Потом появилась колония при советском союзе, вместе с ней начали строить двух этажные дома для военных. Позже эти двух этажные дома отдали гражданским которые начали приезжать и работать на лесокомбинате. Тот в свою очередь распался, но здания и цеха всё ещё охраняются. 
Табага внешне мало похожа на село, основная застройка — двухэтажные деревянные дома с квартирной планировкой. Связано это с тем, что изначально Табага была посёлком городского типа.
История Табаги началась с основания в середине XX века рабочего посёлка на берегу Табагинской протоки, вызванного развернувшимся здесь в 1958 году строительством лесоперерабатывающего комбината. Лесокомбинат (или Табага-1) было первоначальным названием посёлка до 1985 года.
В 1985 году указом Верховного Совета Якутской АССР произошло объединение населённых пунктов Табага и Лесокомбинат в один посёлок Табага. В июне 2004 года из состава посёлка Табага была выделена Старая Табага (Табага до 1985 года) как сельский населённый пункт с административным подчинением посёлку, а в ноябре 2004 года и сама Табага (Лесокомбинат до 1985 года) была выведена из категории рабочих посёлков и преобразована в сельский населённый пункт на основании постановления Государственного Собрания (Ил Тумэн) Республики Саха (Якутия). 
Байки местных: трёх этажный каменный дом называют домом самоубийц из за частых самоубийств в нём. Местные это связывают с тем что раньше на месте этого дома было кладбище шаманов. 

## География
Табага расположена в центральной Якутии, в долине Туймаада (в южной её части), на берегу Табагинской протоки р. Лены. В 4 км к югу от неё находится село Старая Табага, в 4 км к северу — село Хатассы, от столицы республики, Якутска, Табага находится на расстоянии 30 км.
Село размещено на берегу Табагинской протоки в районе её среднего течения. Табага отделена от основного русла Лены островом Улуу-Арыы и находится к западу от реки на расстоянии 3 км. Окрестности села представляют собой равнинную луговую степь с небольшими озёрами, к юго-западу от села расположена цепь сопок с лиственнично-сосновыми лесами.
Уличная сеть
По данным на 2009 год уличная сеть состояла из десяти географических объектов, общей протяжённостью в 7 816 метров. Вид дорожного полотна — грунт (основной), единично — асфальт, песчано-гравийная смесь (ПГС).
| N  | Название улицы | протяжённость в метрах | Вид дорожного полотна |
| -- | -------------- | ---------------------- | --------------------- |
| 1  | Каландаришвили | 1 085                  | Асфальт               |
| 2  | Комсомольская  | 826                    | Грунт                 |
| 3  | Строительная   | 817                    | Грунт                 |
| 4  | Пеледуйская    | 620                    | Грунт                 |
| 5  | Терешковой     | 805                    | Грунт                 |
| 6  | Березовая      | 1 023                  | ПГС                   |
| 7  | Новая          | 1 010                  | Грунт                 |
| 8  | Дачная         | 470                    | Грунт                 |
| 9  | Луговая        | 880                    | Грунт                 |
| 10 | Береговая      | 280                    | Грунт                 |
|    | Итого:         | 7 816                  |                       |

Ул. Каландарашвили (на ней расположены дом культуры, здания управления лесокомбината), ул. Комсомольская (здание администрации села), ул. А. Н. Щербакова, ул. Орбита, ул. Береговая, ул. Берёзовая, ул. Дачная, ул. Ленина, ул. Луговая, ул. Нагорная, ул. Новая, ул. Озёрная, ул. Октябрьская, ул. Пеледуйская (на которой расположено здание школы, первая улица, с которой началось строительство посёлка), ул. Полевая, ул. Строительная (поликлиника), ул. Терешковой.
Климат
Климат, как и по всему городскому округу — резко континентальный с длинной и суровой зимой (средняя температура января — около −40 °C) и коротким, но жарким летом (средняя температура июля — 19 °C). Характерны небольшое количество осадков в течение всего года (при этом большее количество осадков приходится на тёплое время года) и сухой воздух, особенно летом.

## Население
Изменение численности населения Табаги в последние два десятилетия отражает процессы миграции её жителей в другие регионы России и процессы внутренних миграций в республике Якутия. Переписи населения, проведённые в 1989 и 2002 гг., учитывали общее число жителей населённых пунктов Табага и Старая Табага, по данным переписи 1989 года численность Табаги составляла 2885 человек (мужчин — 1434, женщин — 1451), по переписи 2002 года — численность населения увеличилась до 3746 человек, по данным на 1 января 2007 года — уменьшилась до 3 270 человек. При этом следует учитывать, что из общего числа населения около 600 человек по данным местной администрации являются жителями Старой Табаги.
Население села Табага (отдельно, без Старой Табаги) по переписи 2010 года составляет 3360 человек. Большую часть жителей села составляют русские и якуты.
| 1989 | 2002  | 2010  | 2015  | 2021  |
| ---- | ----- | ----- | ----- | ----- |
| 2885 | ↗3746 | ↘3360 | ↘3325 | ↘2006 |

## Инфраструктура
Главным производственным предприятием села является Табагинский лесокомбинат. Строительство лесокомбината началось в 1958 году, в год основания Табаги, первая его продукция была получена в 1961 году. Основным видом деятельности лесокомбината на протяжении пятидесяти лет его существования было производство пиломатериалов и строительных деталей из древесины для сборных жилых домов, изготовление мебели и различных бытовых изделий из древесных материалов,
выполнение строительно-монтажных и ремонтно-строительных работ. Сырьё для переработки и изготовления продукции доставлялось путём сплава его по реке Лене, лес выгружался на берегу реки рядом со Старой Табагой и перевозился автотранспортом до лесокомбината. С 1990-х гг. объёмы производства предприятия постоянно сокращаются, производство периодически останавливается. Другой сферой занятости жителей села является бюджетная сфера, часть табагинцев работает в Якутске.
На территории села находятся: Табагинская общеобразовательная школа (открыта в 1959 году как начальная, с 1964 года — восьмилетняя, с 1974 — средняя, в 2000 построено новое здание школы, в 2007 году слилась с неполной средней школой из Старой Табаги), детская музыкальная школа, детский сад, дом культуры «Кедр», поликлиника и стационар.
В Табаге на берегу протоки расположена исправительная колония строгого режима (ИК-7), размещённая здесь в 1969 году в связи со строительством лесокомбината, на её территории построен православный храм Святого Николая Чудотворца.

## Транспорт
Табага связана с селом Старая Табага и Якутском автомобильной дорогой, автобус из Табаги в Якутск выполняет рейсы каждые 50 мин.

## Известные люди
- Соколов, Степан Николаевич (1910―1983) ― участник Великой Отечественной войны, подполковник[21], начальник штаба 64-го стрелкового полка 94-й Краснознаменный стрелковой дивизии 36-й армии (1946-1948)[22].